# Oxydendrum arboreum
Oxydendrum arboreum arborele de lemn acru (Sourwood tree) sau măcriș (Sorrel Tree), este singura specie din genul Oxydendrum, din familia Ericaceae. Este originar din estul Americii de Nord, din sudul Pennsylvania la sud la nord-vestul Floridei și de la vest la sudul Illinois; este cel mai frecvent în lanțul inferior al Munților Apalași. Arborele este adesea văzut ca o componentă a pădurilor de stejar-rugă.

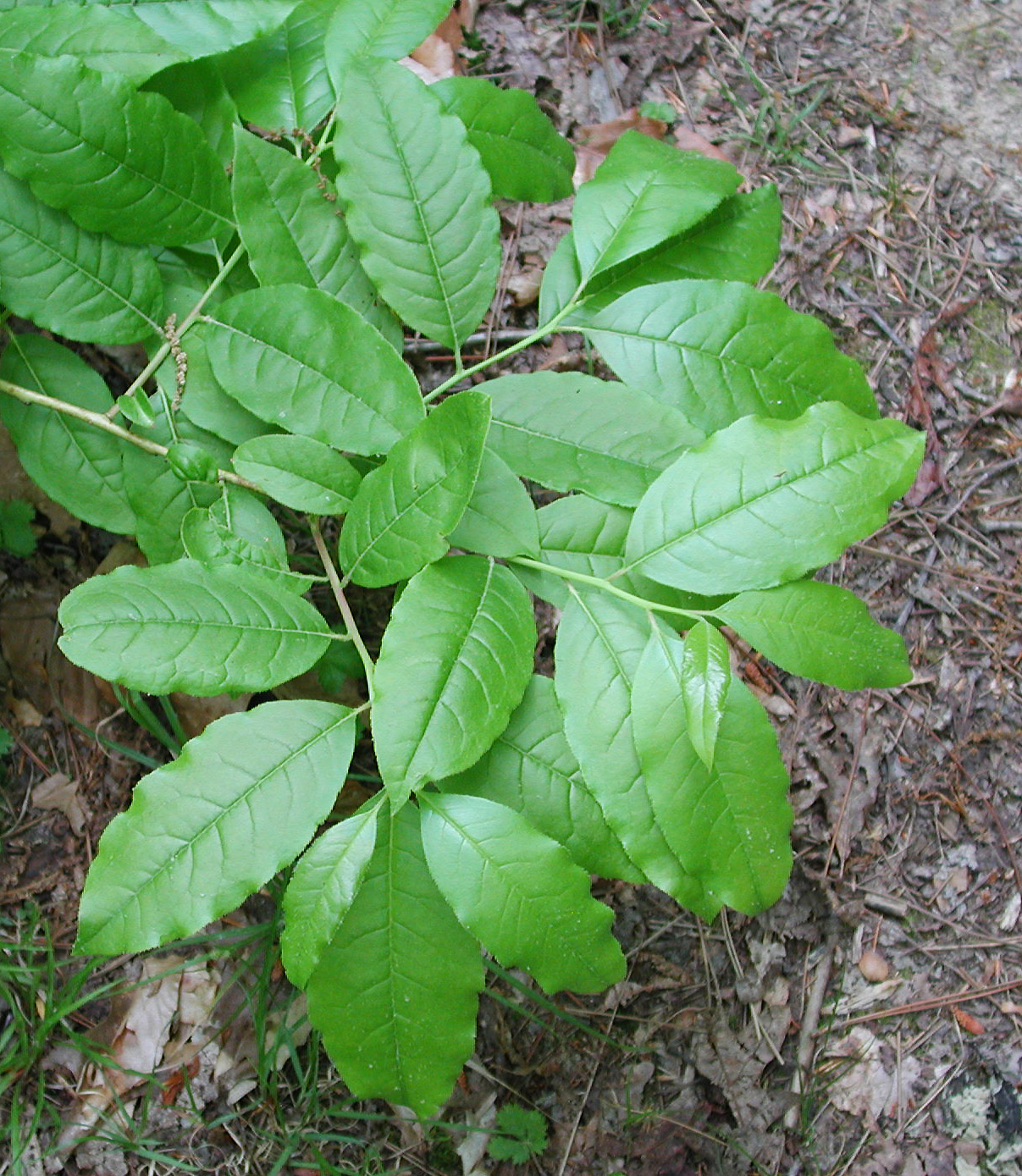
Frunziş

Sourwood (copacul acru) este un copac mic sau un arbust mare, care crește până la 10–20 metri (33–66 ft) înalt, cu un trunchi de până la 50 centimetre (20 in) diametru. Ocazional, pe locuri extrem de productive, această specie poate atinge înălțimi de peste 30 de metri și 60 de metri. cm diametru. Frunzele sunt dispuse alternativ, 8-20 cm lungime și 4 cm lătime, cu marginea fin zimțată ; sunt de culoare verde închis vara, dar devin roșu viu toamna. Florile sunt albe, în formă de clopot, 6–9 mm lungi, produs pe 15–25 centimetre (5,9–9,8 in) paniculele lungi. Fructul este o mică capsulă lemnoasă. Rădăcinile sunt puțin adânci, iar copacul crește cel mai bine atunci când există puțină concurență la rădăcini; necesita si soluri acide pentru o crestere reusită. Frunzele pot fi mestecate (dar nu trebuie înghițite) pentru a ajuta la atenuarea senzației de uscăciune a gurii.

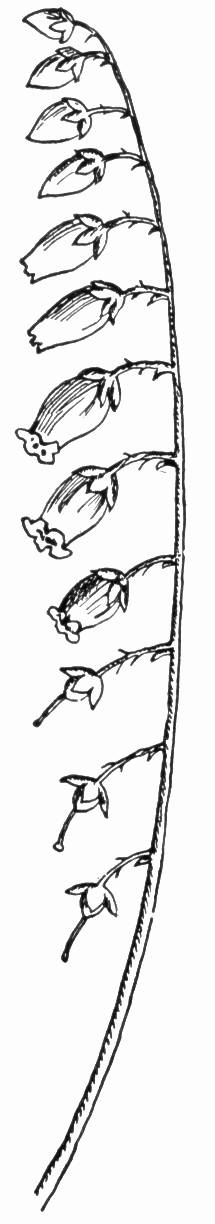
Racem de flori

Mugurii de iarnă sunt axilari, minusculi, de culoare roșu închis și parțial scufundați în coajă. Solzii interiori se măresc atunci când începe creșterea de primăvară.
Frunzele sunt alternante, lungi de 3.81 cm până la 6.35 cm lățime, alungite până la oblanceolate, în formă de pană la bază, zimțat și acut sau acuminat. Venele frunzelor sunt nervurate cu pene, nervura centrală este vizibilă. Ele ies din muguri revoluți, de culoare verde bronz și strălucitoare și netede; când sunt mature, sunt de culoare verde închis, strălucind deasupra și palide și glaucoase dedesubt. Toamna, devin stacojii strălucitori. Pețiolii sunt lungi și subțiri, cu stipule lipsite. Sunt foarte încărcate cu acid.
În iunie și iulie, florile alb-crem sunt purtate în paniculele terminale ale racemelor secunde, lungi de șapte până la opt inci; rahisul și pedicelele scurte sunt pufos. Caliciul este în cinci părți și persistent; lobii sunt valvați în muguri. Corola este ovoid-cilindrica, îngustata la gât, alb-crem și cu cinci dinți. Cele 10 stamine sunt introduse pe corolă; filamentele sunt mai late decât anterele ; anterele sunt bicelulare. Pistilul este ovar superior, ovoid și cincicelular; stilul este columnar; stigmatul este simplu; discul are zece dinți, iar ovulele sunt multe.
Fructul este o capsulă, textură pufosă, cu cinci valve, cu cinci unghiuri și înclinat de stilul persistent; pedicelele sunt curbate.
Lemnul acru este rezistent în nord și un copac ornamental pe peluze și parcuri. Înflorirea sa târzie îl face dezirabil, iar colorarea sa de toamnă este deosebit de frumoasă și strălucitoare. Frunzele sunt puternic încărcate cu acid și, într-o oarecare măsură, au echilibrul celor ale piersicii. Frunzele sunt, de asemenea, un laxativ.
Copacul acru este renumit pentru mierea pe care o produc albinele din nectarul florilor sale. Sucul din florile sale este folosit pentru a face jeleu de lemn acru. Lăstarii au fost folosiți de Cherokee și Catawba pentru a face săgeți.

## În cultura appalachiană
Sourwood Mountain este o melodie populară de altădată în regiunea appalachiană din Statele Unite ale Americii.

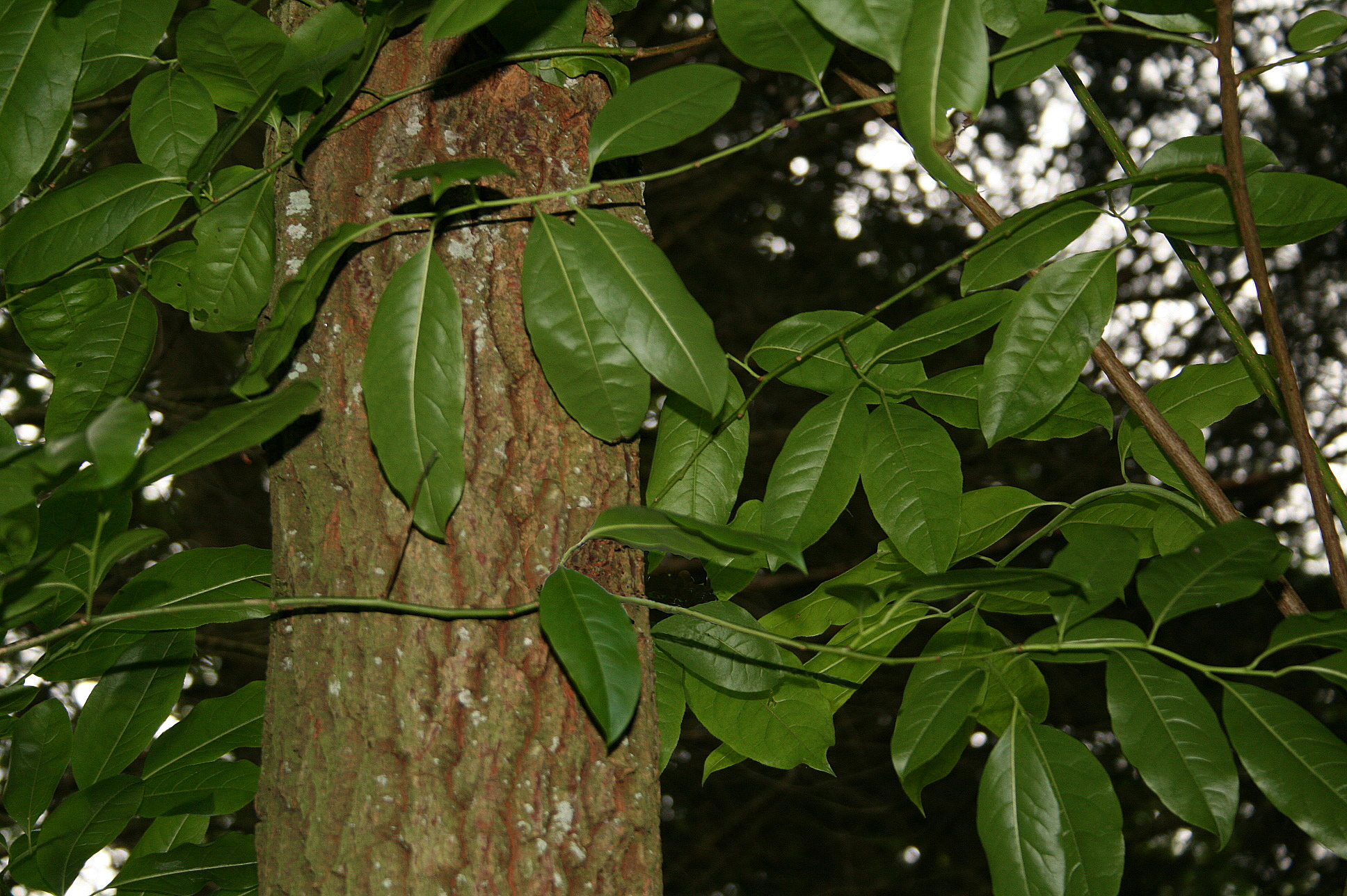
Trunchi și frunze
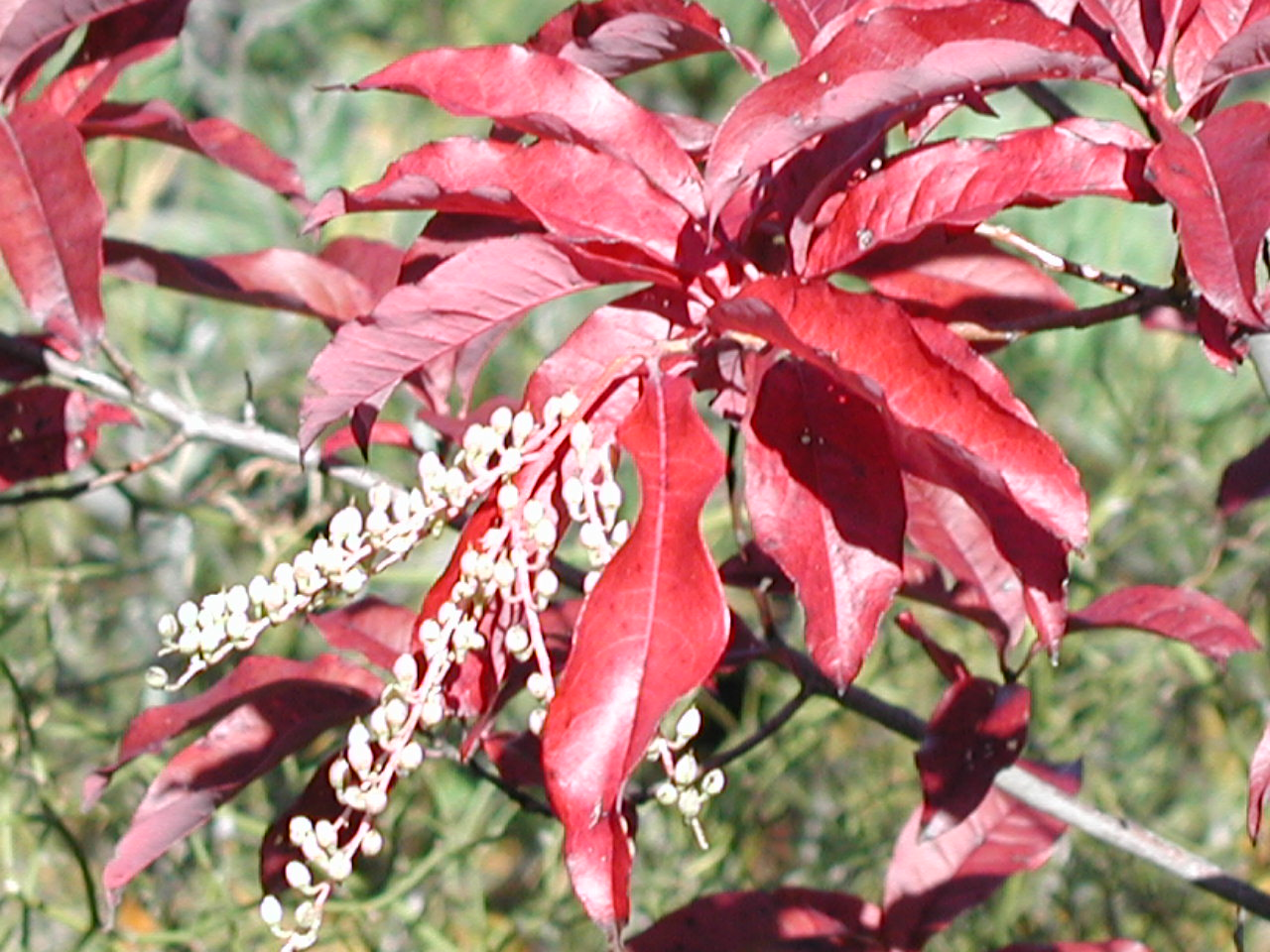
Sourwood, frunziș de toamnă pe vârfulMuntelui Pilot., NC. (30.10.2008)